# ㅋ
是朝鲜语谚文中的一个辅音字母，在韩国的字母表中顺序第十一，被称为“/kieuk”。
这个字母的初声读作送气清软颚塞音/kʰ/。终声读作无声除阻音/k̚/也就是与的终声发音相同。作终声时，若下一个音节的初声是元音，则会被初声化，从而读作送气清软颚塞音/kʰ/。
在馬-賴轉寫中，作初声时转写为k'，作终声时转写为k；在文观部式中，作初声时和作终声时都转写为k。
在朝鲜语盲文中，作初声时为，作终声时为。其摩尔斯电码为“－・・－”。
另外，在韓國互聯網上，是笑聲的擬聲詞。

## 字符编码
| 種類                | 種類         | 用途 | Unicode | HTML     |
| ------------------- | ------------ | ---- | ------- | -------- |
| 諺文相容字母        | 諺文相容字母 | ㅋ   | U+314B  | &#12619; |
| 諺文字母 應用       | 初聲         |      | U+110F  | &#4367;  |
| 諺文字母 應用       | 終聲         |      | U+11BF  | &#4543;  |
| 漢陽私人 使用區應用 | 初聲         |      | U+F7F5  | &#63477; |
| 漢陽私人 使用區應用 | 終聲         |      | U+F8EB  | &#63723; |
| 半形字母            | 半形字母     | ﾻ    | U+FFBB  | &#65467; |